# USS PGM-1
USS PGM-1 – kanonierka typu PGM-1, która służyła w amerykańskiej marynarce podczas II wojny światowej.

## Historia
Stępka pod okręt została położona 29 listopada 1941 roku przez Peterson Boat Works w zatoce Sturgeon w Wisconsin. Jednostkę zwodowano 27 czerwca 1942 roku. Pierwotnie był to ścigacz okrętów podwodnych typu SC-497 i został wprowadzony do służby 16 października 1942 roku jako USS SC-644. 
10 grudnia 1943 roku okręt przebudowano na kanonierkę typu PGM-1 i zmieniono jego nazwę na USS PGM-1. W czasie służby PGM-1 otrzymało jedną battle stars za akcję na Północnych Wyspach Salomona z 15 czerwca 1944 roku.
Po wojnie został przekazany Foreign Liquidations Commission, 20 maja 1947 roku. Jego dokładny los jest nieznany.